# Landesregierung Niessl IV
Die Landesregierung Niessl IV stellte die Burgenländische Landesregierung von der Wahl durch den Burgenländischen Landtag in der XXI. Gesetzgebungsperiode am 9. Juli 2015 bis zur Angelobung der Landesregierung Doskozil I am 28. Februar 2019.

## Regierungsbildung
Nachdem im Burgenland im Jahr 2014 per Landesverfassungsgesetz das bis dahin geltende Proporzsystem bei der Besetzung der Landesregierung abgeschafft worden war, kam es nach der Landtagswahl 2015 erstmals zu einer freien Regierungsbildung. Diese Wahlrechtsänderung legte fest, dass die stimmenstärkste Partei nach der Wahl zu Regierungsverhandlungen mit den potenziellen Koalitionspartnern einlädt. Der bisherige Landeshauptmann Hans Niessl legte sich bereits am Mittwochabend nach der Wahl darauf fest, nur mit der FPÖ Koalitionsverhandlungen zu führen. Daraufhin trat am Donnerstagabend der ÖVP-Landesparteiobmann und bisherige Landeshauptmann-Stellvertreter Franz Steindl nach 14-jähriger Amtszeit von seiner Funktion zurück. Am Tag zuvor hatte Steindl sich so geäußert: „Es habe sich bewahrheitet, was die Spatzen schon im Wahlkampf vom Dach gepfiffen hätten, die SPÖ opfere ihre sozialdemokratischen Grundwerte offensichtlich auf dem Altar des Machterhalts [...] Ab jetzt entscheide H. C. Strache über die Zukunft des Burgenlandes.“ Die durch den Proporz erzwungene Zusammenarbeit zwischen SPÖ und ÖVP hatte sich in der Vergangenheit als keinesfalls reibungsfrei erwiesen.
Trotz eines Sturms der Entrüstung aus Teilen der SPÖ, seitens der Grünen, Vertretern der Zivilgesellschaft und des Kabarettisten Lukas Resetarits, der die Wiederwahl Niessls unterstützt hatte, ihm nunmehr aber den Beitritt zur FPÖ nahelegte, schlossen die künftigen Koalitionspartner bereits am Freitag nach der Wahl ihre Verhandlungen ab und präsentierten ein 38-seitiges Regierungsprogramm. Die Pressekonferenz Niessls und seines künftigen Koalitionspartners Johann Tschürtz wurde kurzfristig von einem Vertreter der Offensive gegen Rechts unterbrochen, der den Rechtsruck im Burgenland kritisierte und der künftigen Landesregierung „keine ruhige Minute“ versprach.
Gleichzeitig mit dem Regierungsprogramm wurden auch die Protagonisten der künftigen Zusammenarbeit genannt:
- seitens der SPÖ neben LH Niessl die bisherigen Landesräte Helmut Bieler und Verena Dunst, sowie
- seitens der FPÖ neben dem künftigen LH-Stv. Tschürtz der künftige Landesrat Alexander Petschnig und Ilse Benkö als künftige 3. Landtagspräsidentin.

Die weiteren beiden Regierungsmitglieder der SPÖ wurden am 8. Juni 2015 bekannt gegeben. Für die SPÖ zogen neu Norbert Darabos, bisher Bundesgeschäftsführer, und Astrid Eisenkopf in die Landesregierung ein. Der bisherige SPÖ-Landesrat Peter Rezar ist nicht mehr in der Landesregierung vertreten.

## Hintergrund
Als Motiv Niessls für sein rasches Handeln wurde allgemein kommentiert, er habe die Gefahr gesehen, dass die mit Abstand stimmen- und mandatsstärkste Partei (die SPÖ mit 41,92 %) auf der Oppositionsbank landen und die ÖVP (mit nur 29,08 %) den Landeshauptmann stellen könnte. Bereits am Tag nach der Wahl hatte der ÖVP-Landesparteiobmann Gespräche mit FPÖ, Grünen und LBL gesucht und betont: „Für uns ist alles möglich.“ und „Die Menschen wollen, dass sich was ändert.“ Die am Gespräch mit der ÖVP beteiligte FP-Politikerin Ilse Benkö bestätigte die ÖVP-seitige Ablehnung einer weiteren Kooperation mit der SPÖ: „[...] wenn ich auf meinen Partner, mit dem ich über Jahrzehnte regiert habe, nur mehr hinhaue, dann ist das nicht konstruktiv.“

## Regierungsprogramm
Das Regierungsprogramm beinhaltet – neben den üblichen Gemeinplätzen „Sicherung von Arbeitsplätzen“, „Vollbeschäftigung“, „besser, schneller und bürgernäher“ – auch einige Konzessionen an die Ausländer- und Asylpolitik der FPÖ und eine Reihe von Forderungen an die Bundesregierung. Als geradezu revolutionär angesehen wird freilich der Zuschnitt der Ressorts. Während in der Vorgängerregierung die Ressorts Bauten und Bildung auf jeweils einen SPÖ- und einen ÖVP-Landesrat aufgesplittert und dadurch rasche und effiziente Entscheidung verunmöglicht waren, sieht Niessl IV die Bündelung der Kompetenzen in jeweils einem Ressort vor. Niessl hatte die Neuformierung der Regierungsressorts bereits in der vergangenen Legislaturperiode versucht, war allerdings am Widerstand der ÖVP gescheitert. LH Hans Niessl, selbst Lehrer, übernimmt nunmehr sämtliche Bildungskompetenzen in Alleinverantwortung, der langjährige Finanzlandesrat Helmut Bieler den gesamten Bereich Bauten und Raumordnung. Dadurch erscheint eine wechselseitige Blockade der Koalitionspartner nicht mehr möglich. Der Standard ortete darob, es sei „innerhalb der einen kurzen Woche mehr Einsparungspotential gehoben worden, als in den vergangenen Jahrzehnten überhaupt anzudenken gewesen wäre.“ Einschneidende Änderungen sind auch bei den ausgelagerten Landesgesellschaften geplant, die bislang ebenfalls nach dem Proporz besetzt wurden. Weiters wird die Änderung von 14 Landesgesetzen, die Umwandlung des Landesschulrats in eine zeitgemäße Bildungsdirektion und die Schaffung eines Landesombudsmannes im Programm von Niessl IV angekündigt.

## Wahl der Regierungsmitglieder
Die Wahl der Landesregierung erfolgte am 9. Juli 2015 durch den Burgenländischen Landtag.

## Regierungsmitglieder
Am 8. Mai 2018 übergab Verena Dunst an Astrid Eisenkopf die Frauenagenden in der Landesregierung.
| Amt                                                     | Bild | Name                | Partei | Partei | Zuständigkeitsbereiche                                                               |
| ------------------------------------------------------- | ---- | ------------------- | ------ | ------ | ------------------------------------------------------------------------------------ |
| Landeshauptmann                                         |      | Hans Niessl         |        | SPÖ    | Bildung, Verwaltung, Raumordnung, Sport, Wohnbau und Europa                          |
| Landeshauptmann-Stellvertreter                          |      | Johann Tschürtz     |        | FPÖ    | alle Agenden zum Thema Sicherheit                                                    |
| Landesrat                                               |      | Norbert Darabos     |        | SPÖ    | Soziales, Gesundheit, Arbeitsmarkt und Asyl                                          |
| Landesrätin                                             |      | Verena Dunst        |        | SPÖ    | Frauen (bis 8. Mai 2018), Familie, Dorferneuerung, Agrarbereich                      |
| Landesrätin                                             |      | Astrid Eisenkopf    |        | SPÖ    | Frauen (seit 8. Mai 2018), Umwelt, Jugend, Energie, Naturschutz und Gemeindeaufsicht |
| Landesrat                                               |      | Alexander Petschnig |        | FPÖ    | Wirtschaft, Tourismus                                                                |
| Landesrat                                               |      | Hans Peter Doskozil |        | SPÖ    | Kultur, Infrastruktur und Finanzen (ab 21. Dez. 2017)                                |
| Vorzeitig ausgeschiedene Mitglieder der Landesregierung |      |                     |        |        |                                                                                      |
| Landesrat                                               |      | Helmut Bieler       |        | SPÖ    | Kultur, Infrastruktur und Finanzen (bis 21. Dez. 2017)                               |

## Österreichweite Folgen der angekündigten rot-blauen Koalition
Erste Folge der Wahlsiege und der großen Zugewinne an Stimmen der FPÖ in der Steiermark und im Burgenland war, dass sich die Umfragewerte dieser Partei bundesweit deutlich verbesserten und die FPÖ nunmehr mit 28 % deutlich stärkste Partei gewesen wäre. Die Regierungsparteien SPÖ und ÖVP kamen in der Sonntagsfrage nunmehr auf jeweils 23 % und hätten somit keine Regierungsmehrheit mehr gehabt.
Eine weitere Folge des burgenländischen Wahlergebnisses und der Koalitionsankündigung Niessls war eine veritable Führungskrise und Zerreißprobe innerhalb der SPÖ. Da der SPÖ-Bundesparteitag, das höchste Beschlussgremium der Partei, Koalitionen mit der FPÖ „auf allen Ebenen“ ausgeschlossen hatte, SPÖ-Vorsitzender Werner Faymann hingegen Niessls Entscheidung als landesautonome Entscheidung akzeptiert hatte, wurde parteiintern einerseits der Ausschluss Niessls aus der SPÖ, andererseits der Rücktritt Faymanns von Kanzleramt und SP-Vorsitz gefordert. Die erste deutliche Wortmeldung gegen Faymann kam vom Traiskirchner Bürgermeister Andreas Babler, der seine Partei „im freien Tiefflug“ sah. Ihm stimmten mehr oder weniger deutlich die früheren SP-Minister Androsch, Lacina und Scholten zu. Als Frontführerin gegen Niessl profilierte sich die SJÖ-Vorsitzende Julia Herr, die ein parteiinternes Schiedsgericht gegen Niessl anstrebt. Der burgenländische SJ-Vorsitzende Kilian Brandstätter legte seine Funktion in der Sozialistischen Jugend Burgenland mit sofortiger Wirkung nieder, da er entgegen der Mehrheitsmeinung in seiner Organisation den rot-blauen Koalitionspakt im Landesparteivorstand befürwortet hatte. Die SJÖ wurde von VSStÖ und Roten Falken unterstützt. Die ehemalige SPÖ-Nationalratsabgeordnete Sonja Ablinger trat aus Protest aus der Partei aus, ebenso die Witwe von Niessls Vorgänger Karl Stix.
Die burgenländischen Entscheidungen beeinflussten auch die steirische Regierungsbildung, wo Franz Voves (SPÖ) nicht mit der FPÖ koalieren wollte. Die ÖVP nutzte ihre Joker-Position ohne Zögern: „Eines muss man der Österreichischen Volkspartei lassen: Sie hat ein Talent darin, als nicht stimmenstärkste Partei die Führung in einer Regierung zu übernehmen. Was ihr seinerzeit im Bund sogar vom dritten Platz aus gelang, das schafft sie jetzt wieder – auf Landesebene. In der Steiermark wird es nach zehn Jahren wieder einen schwarzen Landeshauptmann geben: Hermann Schützenhöfer. Und das, obwohl die Volkspartei bei der vergangenen Wahl, wenn auch nur knapp, hinter den Sozialdemokraten zu liegen kam. Aber möglicherweise hatte sie bei den Verhandlungen ja die besseren Karten.“ Euphemistisch ausgedrückt für „eine Form von Erpressung“. Die ÖVP und deren Spitzenmann hatten erfolgreich mit einer blau-schwarzen Koalition gedroht.